# Hysminai
Hysminai (gr.  Ὑσμιναι, łac. Pugnae), Hysminê (gr.  Ὑσμινη. łac. Pugna) – w mitologii greckiej żeńskie demony walki. Były córkami Eris. Niektóre wersje mówią jednak o Eterze i Gai jako o ich rodzicach. 
Ponieważ ich siostry, Mache były demonami walki w bitwie, Hysminai prawdopodobnie zajmowały się walkami na pięści i potyczkami ulicznymi. Quintus Smyrnaeus podczas ich opisu jednak nie uwzględnia takowego podziału.